# Ognjen Todorović
Ognjen Todorović (ur. 24 marca 1989 w Zenicy) – bośniacki piłkarz występujący na pozycji pomocnika w bośniackim klubie Zrinjski Mostar.

## Kariera klubowa

### FK Slavija Sarajewo
W 2008 roku podpisał kontrakt z klubem FK Slavija Sarajewo. Zadebiutował 17 sierpnia 2008 w meczu Premijer ligi przeciwko FK Sloboda Tuzla (0:0). 16 lipca 2009 zadebiutował w kwalifikacjach do Ligi Europy w meczu przeciwko Aalborg BK (0:0). Pierwszą bramkę zdobył 9 sierpnia 2009 w meczu ligowym przeciwko NK Zvijezda Gradačac (2:0).

### Maccabi Petach Tikwa
13 września 2012 przeszedł do drużyny Maccabi Petach Tikwa. Zadebiutował 14 września 2012 w meczu Liga Leumit przeciwko Hapoel Kefar Sawa (0:1).

### FK Sarajevo
28 lutego 2013 podpisał kontrakt z zespołem FK Sarajevo. Zadebiutował 2 marca 2013 w meczu Premijer ligi przeciwko NK Čelik Zenica (3:2). Pierwszą bramkę zdobył 30 marca 2013 w meczu ligowym przeciwko FK Olimpik Sarajewo (3:1). W sezonie 2012/13 jego zespół zajął drugie miejsce w tabeli zdobywając wicemistrzostwo Bośni i Hercegowiny. 23 maja 2014 wystąpił w meczu rewanżowym finału Pucharu Bośni i Hercegowiny przeciwko NK Čelik Zenica (3:1) i zdobył trofeum. W sezonie 2014/15 zdobył mistrzostwo Bośni i Hercegowiny.

### Zrinjski Mostar
4 lutego 2015 przeszedł do klubu Zrinjski Mostar. Zadebiutował 28 lutego 2015 w meczu Premijer ligi przeciwko FK Slavija Sarajewo (2:0). Pierwszą bramkę zdobył 18 kwietnia 2015 w meczu ligowym przeciwko NK Zvijezda Gradačac (2:3). W sezonie 2015/16 jego zespół zajął pierwsze miejsce w tabeli zdobywając mistrzostwo Bośni i Hercegowiny. 12 lipca 2016 zadebiutował w kwalifikacjach do Ligi Mistrzów w meczu przeciwko Legii Warszawa (1:1). W sezonie 2016/17 ponownie zdobył mistrzostwo Bośni i Hercegowiny. W sezonie 2017/18 zdobył trzecie mistrzostwo kraju z rzędu.

### Ankaraspor
4 stycznia 2019 podpisał kontrakt z drużyną Ankaraspor. Zadebiutował 27 stycznia 2019 w meczu 1. Lig przeciwko Giresunsporowi (0:2). Pierwszą bramkę zdobył 22 grudnia 2019 w meczu ligowym przeciwko İstanbulspor A.Ş. (1:1).

### Zrinjski Mostar
24 lipca 2020 przeszedł do zespołu Zrinjski Mostar. Zadebiutował 1 sierpnia 2020 w meczu Premijer ligi przeciwko FK Olimpik Sarajewo (1:0). Pierwszą bramkę zdobył 16 października 2020 w meczu ligowym przeciwko FK Tuzla City (0:4).

## Kariera reprezentacyjna

### Bośnia i Hercegowina
W 2018 roku otrzymał powołanie do reprezentacji Bośni i Hercegowiny. Zadebiutował 28 stycznia 2018 w meczu towarzyskim przeciwko reprezentacji Stanów Zjednoczonych (0:0).

## Statystyki

### Klubowe
(aktualne na dzień 3 lutego 2021)
| Klub                 | Sezon              | Liga               | Liga  | Liga   | Puchar kraju | Puchar kraju | Europa | Europa | Suma  | Suma   |
| Klub                 | Sezon              | Liga               | Mecze | Bramki | Mecze        | Bramki       | Mecze  | Bramki | Mecze | Bramki |
| -------------------- | ------------------ | ------------------ | ----- | ------ | ------------ | ------------ | ------ | ------ | ----- | ------ |
| FK Slavija Sarajewo  | 2008/09            | Premijer liga      | 6     | 0      | 0            | 0            | –      | –      | 6     | 0      |
| FK Slavija Sarajewo  | 2009/10            | Premijer liga      | 26    | 4      | 0            | 0            | 3      | 0      | 29    | 4      |
| FK Slavija Sarajewo  | 2010/11            | Premijer liga      | 28    | 1      | 0            | 0            | –      | –      | 28    | 1      |
| FK Slavija Sarajewo  | 2011/12            | Premijer liga      | 26    | 5      | 0            | 0            | –      | –      | 26    | 5      |
| FK Slavija Sarajewo  | Ogólnie            | Ogólnie            | 86    | 10     | 0            | 0            | 3      | 0      | 89    | 10     |
| Maccabi Petach Tikwa | 2012/13            | Liga Leumit        | 6     | 0      | 0            | 0            | –      | –      | 6     | 0      |
| Maccabi Petach Tikwa | Ogólnie            | Ogólnie            | 6     | 0      | 0            | 0            | 0      | 0      | 6     | 0      |
| FK Sarajevo          | 2012/13            | Premijer liga      | 14    | 2      | 0            | 0            | 0      | 0      | 14    | 2      |
| FK Sarajevo          | 2013/14            | Premijer liga      | 24    | 3      | 8            | 2            | 3      | 2      | 35    | 7      |
| FK Sarajevo          | 2014/15            | Premijer liga      | 9     | 1      | 2            | 0            | 0      | 0      | 11    | 1      |
| FK Sarajevo          | Ogólnie            | Ogólnie            | 47    | 6      | 10           | 2            | 3      | 2      | 60    | 10     |
| Zrinjski Mostar      | 2014/15            | Premijer liga      | 13    | 3      | 0            | 0            | 0      | 0      | 13    | 3      |
| Zrinjski Mostar      | 2015/16            | Premijer liga      | 29    | 7      | 1            | 0            | 2      | 0      | 32    | 7      |
| Zrinjski Mostar      | 2016/17            | Premijer liga      | 24    | 7      | 3            | 0            | 2      | 0      | 29    | 7      |
| Zrinjski Mostar      | 2017/18            | Premijer liga      | 28    | 3      | 1            | 0            | 2      | 2      | 31    | 5      |
| Zrinjski Mostar      | 2018/19            | Premijer liga      | 17    | 2      | 2            | 0            | 6      | 1      | 25    | 3      |
| Zrinjski Mostar      | Ogólnie            | Ogólnie            | 111   | 22     | 7            | 0            | 12     | 3      | 130   | 25     |
| Ankaraspor           | 2018/19            | 1. Lig             | 8     | 0      | 0            | 0            | –      | –      | 8     | 0      |
| Ankaraspor           | 2019/20            | 1. Lig             | 24    | 1      | 0            | 0            | –      | –      | 24    | 1      |
| Ankaraspor           | Ogólnie            | Ogólnie            | 32    | 1      | 0            | 0            | 0      | 0      | 32    | 1      |
| Zrinjski Mostar      | 2020/21            | Premijer liga      | 18    | 1      | 1            | 1            | 3      | 0      | 22    | 2      |
| Zrinjski Mostar      | Ogólnie            | Ogólnie            | 18    | 1      | 1            | 1            | 3      | 0      | 22    | 2      |
| Ogólnie w karierze   | Ogólnie w karierze | Ogólnie w karierze | 300   | 40     | 18           | 3            | 21     | 5      | 339   | 48     |

### Reprezentacyjne
| Reprezentacja        | Rok     | Mecze | Bramki |
| -------------------- | ------- | ----- | ------ |
| Bośnia i Hercegowina |         |       |        |
| 2018                 | 2       | 0     |        |
| Ogólnie              | Ogólnie | 2     | 0      |

| Mecze i gole w reprezentacji | Mecze i gole w reprezentacji | Mecze i gole w reprezentacji | Mecze i gole w reprezentacji | Mecze i gole w reprezentacji | Mecze i gole w reprezentacji | Mecze i gole w reprezentacji | Mecze i gole w reprezentacji |
| Lp.                          | Data                         | Miejsce                      | Gospodarz                    | Gość                         | Wynik                        | Gol                          | Rozgrywki                    |
| ---------------------------- | ---------------------------- | ---------------------------- | ---------------------------- | ---------------------------- | ---------------------------- | ---------------------------- | ---------------------------- |
| 1.                           | 28.01.2018                   | Carson                       | Stany Zjednoczone            | Bośnia i Hercegowina         | 0:0                          |                              | Mecz towarzyski              |
| 2.                           | 31.01.2018                   | San Antonio                  | Meksyk                       | Bośnia i Hercegowina         | 1:0                          |                              | Mecz towarzyski              |

## Sukcesy

### FK Sarajevo
- Mistrzostwo Bośni i Hercegowiny (1×): 2014/2015
- Wicemistrzostwo Bośni i Hercegowiny (1×): 2012/2013
- Puchar Bośni i Hercegowiny (1×): 2013/2014

### Zrinjski Mostar
- Mistrzostwo Bośni i Hercegowiny (3×): 2015/2016, 2016/2017, 2017/2018